# Kloostrimetsa
Kloostrimetsa (betyder "Klosterskogen" på estniska) är en stadsdel i distriktet Pirita i Estlands huvudstad Tallinn. Stadsdelen är relativt glest befolkad, med endast 81 invånare 2010. Kloostrimetsa ligger vid ån Pirita jõgi.
Stadsdelens namn syftar på att skogsområdet här tidigare tillhört det närbelägna Birgittinerklostret, som lades i ruiner 1577 under livländska kriget.
I stadsdelen ligger Tallinns botaniska trädgård, Tallinns TV-torn och Tallinns skogskyrkogård, Metsakalmistu.